# Farak Gadambo
Farak Gadambo (auch: Farack, Farak, Frak, Gadambo, Kélalak Boudal Aïmounou) ist ein Dorf in der Landgemeinde Tenhya in Niger.

## Geographie

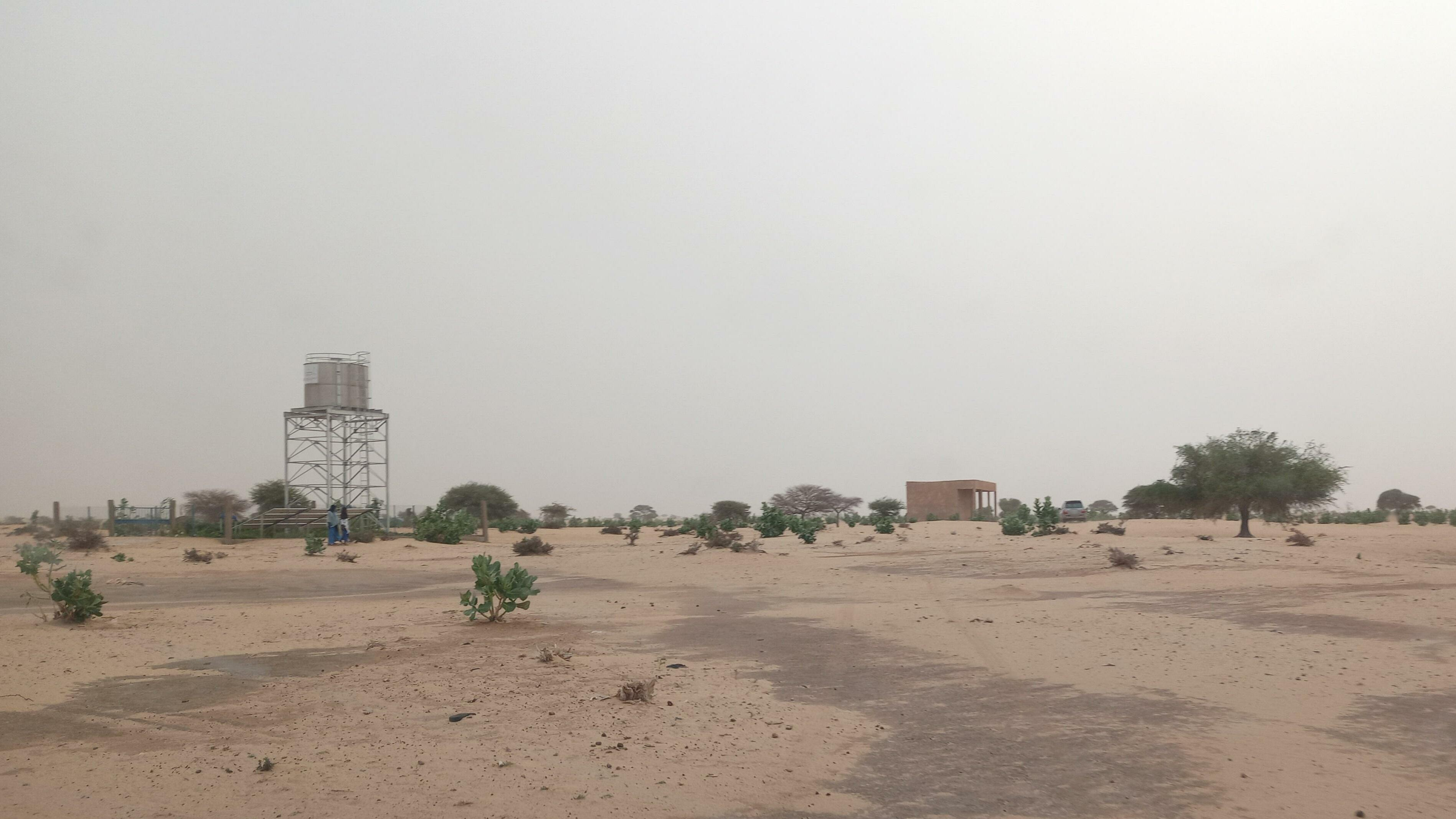
Farak Gadambo (2023)

Das von einem traditionellen Ortsvorsteher (chef traditionnel) geleitete Dorf befindet sich rund 35 Kilometer nordöstlich der Hauptstadt Tanout des gleichnamigen Departements Tanout, zu dem die Landgemeinde Tenhya gehört und das Teil der Region Zinder ist. Zu den Siedlungen in der näheren Umgebung von Farak Gadambo zählt Tiggar im Westen.
Farak Gadambo ist Teil der Übergangszone zwischen Sahara und Sahel. Die durchschnittliche jährliche Niederschlagsmenge beträgt hier zwischen 200 und 300 mm. Der in einer Niederung gelegene Wald von Farak Gadambo erstreckt sich über eine Fläche von 753 Hektar und steht unter Naturschutz.

## Geschichte

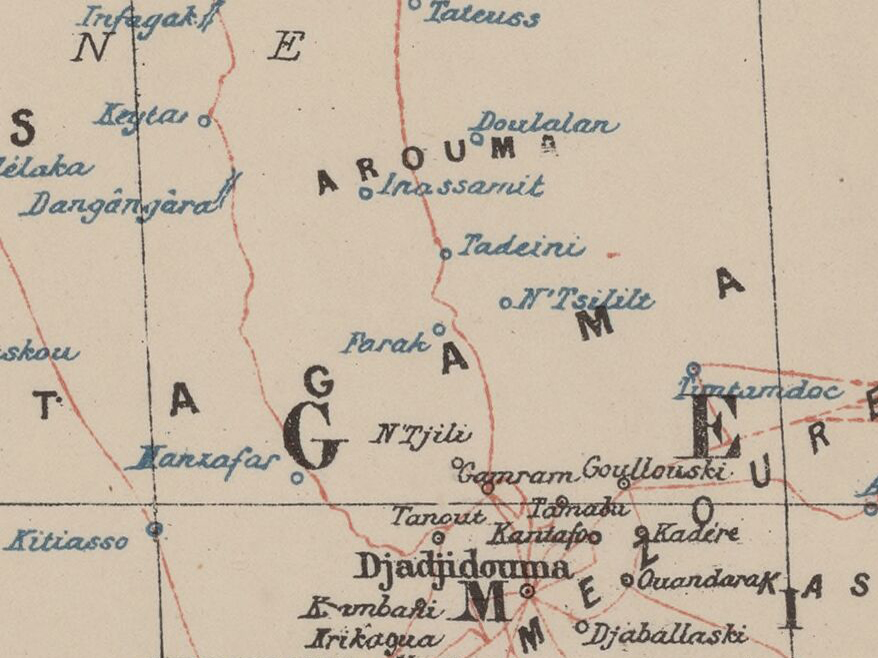
Ausschnitt einer Karte von 1903 mit Farak Gadambo (Farak) im Zentrum

Bei einem nach der Ernährungskrise von 2005 von der dänischen Sektion von CARE International von 2006 bis 2009 durchgeführten Projekt zur Vorbeugung und Bewältigung von Ernährungskrisen wurde in Farak Gadambo wie in 50 weiteren Orten in Niger ein gemeinschaftliches Frühwarn- und Notfallsystem aufgebaut.

## Bevölkerung
Bei der Volkszählung 2012 hatte Farak Gadambo 765 Einwohner, die in 147 Haushalten lebten. Bei der Volkszählung 2001 betrug die Einwohnerzahl 175 in 32 Haushalten und bei der Volkszählung 1988 belief sich die Einwohnerzahl auf 589 in 100 Haushalten.
In der Siedlung leben Angehörige der Ethnie der Tuareg. Es wird die Sprache Tamascheq gesprochen. Die Bevölkerungsdichte in diesem Gebiet ist gering und liegt bei unter 10 Einwohnern je Quadratkilometer.

## Wirtschaft und Infrastruktur
Die Bevölkerung bestreitet ihren Lebensunterhalt hauptsächlich durch Viehzucht. Farak Gadambo liegt in einem Gebiet der Naturweidewirtschaft, wobei vor allem die Rinder- und Schafzucht wirtschaftlich bedeutend sind, und in das ackerbauliche Aktivitäten aus dem Süden vordringen. Während der Regenzeit ziehen transhumante Wodaabe-Viehzüchter von Süden nach Norden durch die Gegend. Von den ortsansässigen Tuareg werden außerdem Kamele gezüchtet. Mit einem Centre de Santé Intégré (CSI) ist ein Gesundheitszentrum im Dorf vorhanden. Es gibt eine Schule. Das nigrische Unterrichtsministerium richtete 1996 gemeinsam mit dem Welternährungsprogramm der Vereinten Nationen zahlreiche Schulkantinen in von Ernährungsunsicherheit betroffenen Zonen ein, darunter eine für Nomadenkinder in Farak Gadambo.